# Кінгсвуд (Південний Глостершир)
Кі́нгсвуд (англ. Kingswood) — приміське містечко в Південному Глостерширі, Англія, що межує зі східною околицею міста Брістоль. Передмістя розташоване за 5,5 км., на схід-північний схід від центру міста Брістоль і за 164 км., на захід від Лондона.
Загалом Кінгсвуд охоплює територію від Академії Джона Кебота на заході до кільцевої дороги A4174 на сході. Деякі райони, які знаходяться в безпосередній близькості від Кінгсвуда, такі як Ту-Майл-Гілл і Сент-Джордж-Схід (обидва розташовані в межах міста Брістоль), а також частини Хенхем і Уормлі-Гілл місцеві жителі часто вважають частиною Кінгсвуда.
Кордон між Південним Глостерширом і містом Брістоль проходить на західному кінці Кінгсвудської Хай-стріт. Хоча все, що виходить за межі цієї точки, технічно більше не є «належним» Кінгсвуду, місцеві жителі часто вважають магазини та житлові райони, що огинають дорогу під назвою «Пагорб двох миль» (розташована в однойменному районі), продовженням Кінгсвуду.

## Демографія

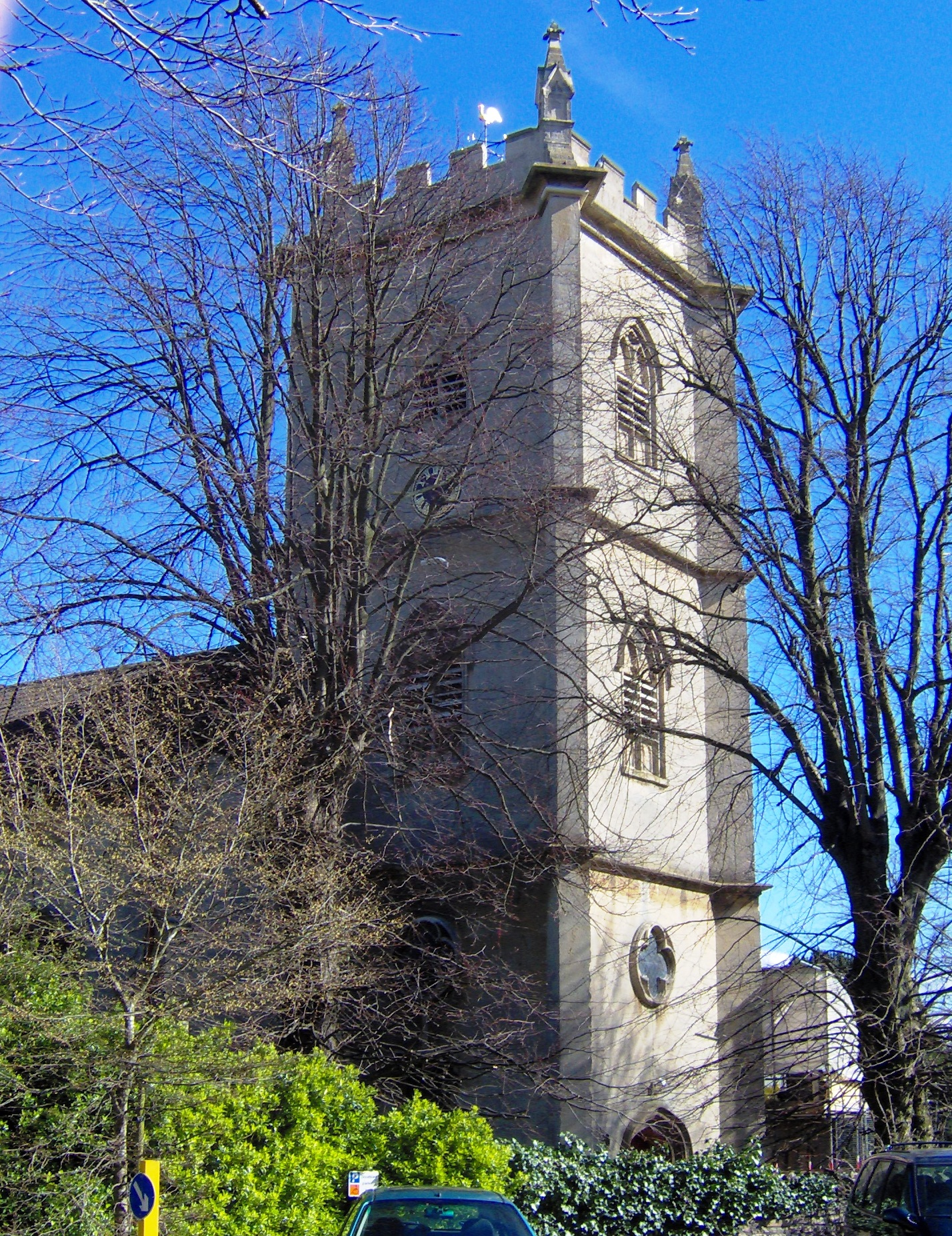
Свято-Троїцький костел.

Кінгсвуд і Стейпл-Хілл є єдиними районами, які не є парафіяльними (територією, яка не має окремої міської ради) у Південному Глостерширі. Крім того, УНС розглядає Кінгсвуд як частину Брістоля, будучи в межах його міського підрозділу. Це означає, що Кінгсвуд не визнається окремим населеним пунктом ані статистично, ані адміністративно, оскільки він не є парафіяльним і є частиною більшого міського підрозділу, парламентського виборчого округу та округу, а всі три підрозділи містять інші території. Тому його популяція взята з чотирьох кордонів округу в Південному Глостерширі. Кінгсвуд складається з трьох районів: Вудсток, Нью-Челтнем і Кінгсвуд. У 2011 році загальне населення цих округів становило 40 734 особи, переважно білі британці.
Жінки в Кінгсвуді мали четверту найнижчу очікувану тривалість життя при народженні, 74,3 роки, серед усіх районів Англії та Уельсу в 2016 році.